# 野村泰紀
野村 泰紀（のむら やすのり、1974年1月21日 - ）は、日本の物理学者。理学博士（東京大学、2000年）。専門は、素粒子論、宇宙論。
カリフォルニア大学バークレー校教授、バークレー理論物理学センター所長。ローレンス・バークレー国立研究所上席研究員。理化学研究所客員研究員。東京大学カブリ数物連携宇宙研究機構連携研究員。
余剰次元、統一理論等の素粒子物理学理論、量子重力理論、マルチバース宇宙論等に幅広い活動がある。

## 人物・来歴

### 学歴
- 1992年：神奈川県立柏陽高等学校卒業。
- 1996年：東京大学理学部物理学科卒業。
- 2000年：東京大学大学院理学系研究科物理学専攻博士課程修了。理学博士の学位を取得。

### 職歴
- 2000年：カリフォルニア大学バークレー校ミラー研究員。
- 2002年：フェルミ国立加速器研究所研究員（Associate Scientist）。
- 2003年：カリフォルニア大学バークレー校助教授。
- 2007年：カリフォルニア大学バークレー校准教授。
- 2008年：ローレンス・バークレー国立研究所上席研究員を併任。
- 2012年：カリフォルニア大学バークレー校教授[3]。

その他、マサチューセッツ工科大学客員教授（2012-2013年）、東京大学カブリ数物連携宇宙研究機構特任教授（2015-2017年）、主任研究者（2017-2022年）、理化学研究所上級研究員（2023年）、ZEN大学知能情報社会学部客員教授（2025年-）、等。

### 受賞歴
- 2004年：アメリカ合衆国エネルギー省OJIアワード[5]
- 2005年：ヘルマンフェロー[6]
- 2005年：アルフレッド・スローン研究員[7]
- 2012年：サイモンズ理論物理学フェロー[8]
- 2017年：アメリカ物理学会フェロー[9][10]

## 著書
- 『マルチバース宇宙論 私たちはなぜ〈この宇宙〉にいるのか』（星海社、2017年）ISBN 9784061386167
- 『Quantum Physics, Mini Black Holes and the Multiverse』（Springer、2017年）ISBN 9783319417097
- 『なぜ宇宙は存在するのか はじめての現代宇宙論』（講談社 ブルーバックス、2022年）ISBN 9784065277225
- 『多元宇宙（マルチバース）論集中講義』（扶桑社、2024年）ISBN 9784594095703
- 『なぜ重力は存在するのか 世界の「解像度」を上げる物理学超入門』（マガジンハウス、2024年）ISBN 9784838775255
- 『95％の宇宙 解明されていない“謎”を読み解く宇宙入門 』（SBクリエイティブ SB新書、2025年）ISBN 9784815625962

## 出演

### 映画/テレビ/Webメディア
- パーティクル・フィーバー ~人類はヒッグス粒子を見た~ （2013）
- コズミックフロント - 2017年7月13日、2023年11月23日
- 超科学アイドルメディアHKTV! - 2022年2月9日
- ReHacQ−リハック− - 2023年7月7日、7月14日、以降多数
- PIVOT - 2023年11月9日
- チョコプランナー - 2024年2月7日

### 雑誌/マガジン
- 『提唱者野村博士に聞く 今なぜマルチバースか』 - 日経サイエンス 2017年9月号
- 『量子的マルチバースと時空間概念の変容』 - 現代思想 2018年1月号
- 『宇宙に経済学は通用する？』 - フォーブスジャパン 2020年2月号
- 『「宇宙は複数ある」は本当か UCバークレーの野村教授に聞く』 - 日経ビジネス 市嶋洋平のシリコンバレーインサイト 2021年4月
- 『無数に存在する宇宙たちと、その謎に挑み続ける物理学者たち』他 - 現代ビジネス 2022年4月、6月、10月
- 『「マルチバース」は本当にあった！？』 - 週間プレイボーイ 2023年4月10日号
- 『UCバークレー教授、なぜ今ツイッター開始？ フォロワー5人から…』他 - withnews 2023年7月、8月